# رنارد دوم از دمپیر آستنیوس

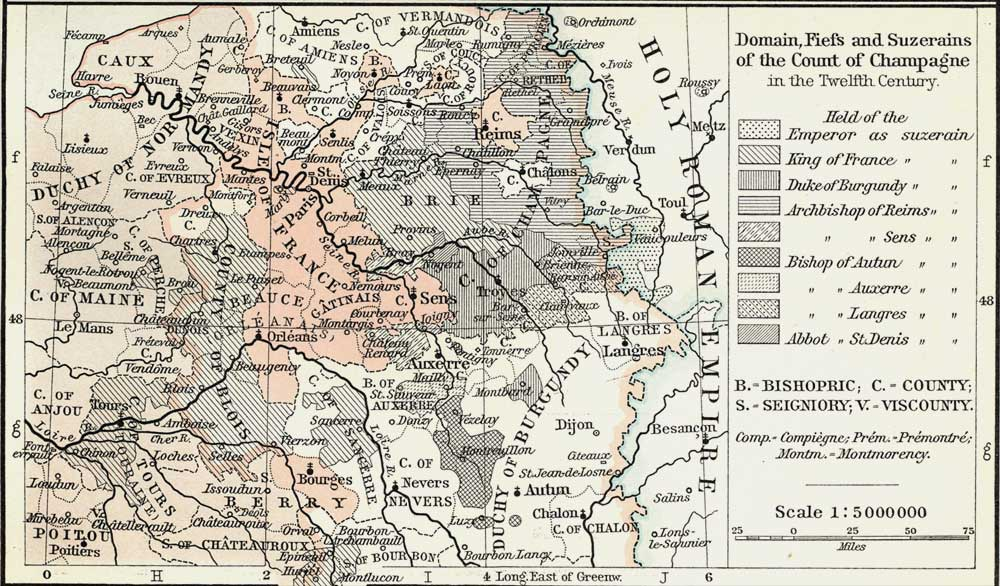
شامپانی در سده 12 میلادی

رنارد دوم از دمپیر آستنیوس (Renard II of Dampierre-en-Astenois) (1170 تا ۱۲۳۴) کنت دمپیر لشاتو در ناحیه آستنیوس بود و به نیابت از کنت شامپانی حکم می‌راند. او در جنگ صلیبی چهارم شرکت کرد اما از سپاه اصلی جدا شد به جای لشکرکشی به زادار و قسطنطنیه، در سال ۱۲۰۳ مستقیماً از ایتالیا عازم عکا، پایتخت پادشاهی اورشلیم شد.